# Jana Veselá
Jana Veselá (* 31. prosince 1983 Praha, Československo) je bývalá česká basketbalistka hrající na pozici křídla, mistryně a vicemistryně Evropy, juniorská mistryně světa, vítězka americké profesionální ligy WNBA, několikanásobná mistryně české a španělské ligy a vicemistryně světa z roku 2010.
Postupně hrála za kluby Sparta Praha, USK Praha, Gambrinus JME Brno, v letech 2008–2012 nastupovala za Ros Casares Valencia a v roce 2010 hrála letní americkou ligu za Seattle Storm. V sezóně 2012/2013 hrála v turecké Antakyi. V roce 2004 hrála na Letních olympijských hrách v Athénách, kde s reprezentací obsadila 5. místo. Dále se v r. 2008 zúčastnila Letních olympijských her v Pekingu, kde s reprezentací obsadila 7. místo. Stejného umístění dosáhly Češky s Janou Veselou v týmu na LOH 2012 v Londýně. V r. 2013–2015 hrála za český klub USK Praha. V červenci 2015 ukončila profesionální kariéru.
Měří 193 centimetrů, k roku 2015 hrála s číslem 4.

## Výsledky
- 2001 – Mistrovství světa juniorek, 1. místo
- 2002 - Mistrovství Evropy žen do 20 let, 1. místo
- 2003 – Liga České republiky, 1. místo (Gambrinus JME Brno)
- 2003 – Mistrovství Evropy, Řecko, 2. místo
- 2004 – Liga České republiky, 1. místo, (Gambrinus JME Brno)
- 2004 – Letní olympijské hry, Řecko, 5. místo
- 2004 – Nejlepší basketbalistka České republiky, ženy, 2. místo
- 2005 – Mistrovství Evropy, Bursa, Turecko, 1. místo
- 2005 – Nejlepší basketbalistka České republiky, 3. místo
- 2006 – Liga České republiky, 1. místo, (BK Gambrinus JME Brno)
- 2006 - Euroliga žen, 1. místo (BK Gambrinus JME Brno)
- 2008 – Letní olympijské hry, 7. místo
- 2009 - Španělská liga, 1. místo (Ros Casares Valencia)
- 2010 - Španělská liga, 1. místo (Ros Casares Valencia)
- 2010 – WNBA, 1. místo
- 2010 – Mistrovství světa, 2. místo
- 2011 – Mistrovství Evropy, 4. místo
- 2012 - Euroliga žen, 1. místo (Ros Casares Valencia)
- 2012 - Španělská liga, 1. místo (Ros Casares Valencia)
- 2012 - Nejlepší basketbalistka České republiky, ženy, 2. místo
- 2012 - Letní olympijské hry, 7. místo
- 2015 - Euroliga žen, 1. místo (USK Praha)
- 2015 - Nejlepší basketbalistka České republiky, ženy, 1. místo

## Hráčská kariéra
- 2000-2001 – BC Sparta Praha
- 2001-2003 – USK Praha
- 2003-2008 – BK Gambrinus JME Brno
- 2008-2012 - Ros Casares Valencia
- 2010    – Seattle Storm
- 2012-2013 - Antakya (Turecko)
- 2013-2015 - USK Praha